# Sunrise SC
Der Sunrise Flacq United Soccer Club, auch bekannt als Sunrise SC, war ein mauritischer Fußballverein aus der Stadt Centre de Flacq. Zuletzt spielte der Verein in der ersten Liga.

## Geschichte
Der Verein wurde 1948 gegründet und 2000 aufgelöst. Achtmal gewann der Klub die Meisterschaft. Fünftmal gewann man das Finale des Pokals und siebenmal gewann man den Mauritian Republic Cup.

## Stadion
Seine Heimspiele trug  der Verein in Centre de Flacq im 4000 Zuschauer fassenden Stade Auguste Vollaire aus.

## Erfolge
- Mauritischer Meister: 1987, 1989, 1990, 1991, 1992, 1995, 1996, 1997

- Mauritischer Pokalsieger: 1985, 1987, 1992, 1993, 1996

- Mauritischer Republikpokal: 1990, 1992, 1993, 1994, 1996, 1997, 1998

## Statistik in den CAF Wettbewerben
| Jahr | Wettbewerb                     | Runde    |
| ---- | ------------------------------ | -------- |
| 1988 | African Cup of Champions Clubs | 2. Runde |
| 1990 | African Cup of Champions Clubs | 1. Runde |
| 1991 | African Cup of Champions Clubs | 2. Runde |
| 1992 | African Cup of Champions Clubs | 1. Runde |
| 1993 | African Cup of Champions Clubs | 2. Runde |
| 1996 | African Cup of Champions Clubs | 1. Runde |
| 1997 | CAF Champions League           | 1. Runde |
| 1998 | CAF Champions League           | 1. Runde |